# أرماند ديل روزاريو
أرماند ديل روزاريو (بالإنجليزية: Armand Del Rosario)‏ (8 ديسمبر 1978 في الولايات المتحدة - ) هو لاعب كرة قدم أمريكي في مركز الدفاع. شارك مع منتخب الفلبين لكرة القدم. أما مع النوادي، فقد لعب مع نادي كايا وLoyola F.C. ‏.